# Rustam Dastanoglu
Rustam Mammadov (Ayrk, 16 novembre 1960) è uno scrittore azero.
Membro dell’Unione degli Scrittori dell'Azerbaigian e vincitore della medaglia Vagif Samadoghlu.

## Biografia
Rustam Dastanoghlu è nato il 16 novembre 1960 nel villaggio di Dashkend, nel distretto di Basarkecher. Dopo aver frequentato la scuola media del villaggio di Dashkend dal 1967 al 1975, ha proseguito gli studi presso la scuola collegio n. 5 di Baku, con indirizzo chimico-biologico, diplomandosi nel 1977..
Nel 1978 è stato ammesso all’Istituto Politecnico di Kiev, in Ucraina, nel dipartimento di fisica atomica, e ha completato gli studi nel 1984.
Dal 1985 al 1987 ha lavorato come ingegnere presso “Azerenerji”, e dal 1987 al 1991 ha ricoperto posizioni come capo dipartimento e vice direttore presso l’Amministrazione dei lavori di costruzione di Nuova Baku della società statale Azerenerji.
È sposato e ha quattro figli.

## Creazioni
Gli articoli di pubblicistica, i racconti e i testi economici di Rustam Dastanoghlu hanno iniziato a essere pubblicati nella stampa periodica a partire dagli anni ‘80.
È autore del libro intitolato “Dashkend e provenienti da Dashkend”, pubblicato nel 2012. Il libro fornisce ampie informazioni sulla popolazione, la storia, i toponimi e la posizione geografica del villaggio di Dashkend nel distretto di Goyche. Il 17 ottobre 2013, il programma “Gobustan” di Cultura TV ha trasmesso un episodio dedicato a questo libro. Nel programma, il professor İbrahim Bayramov ha espresso opinioni positive sul libro.
Nel dicembre 2022, è stato pubblicato presso la casa editrice Qanun il libro intitolato “L’ombra dei miei pensieri”. Il libro è composto da 216 pagine e raccoglie racconti, saggi, articoli di pubblicistica, interviste e altri esempi di creatività dell’autore. L’autore della prefazione del libro è Orkhan Fikratoghlu, l’editore è Araz Yaguboghlu e la correttrice è Asifa Afandiyeva. Il 4 febbraio 2023 si è svolta una cerimonia di presentazione del libro presso la Biblioteca Scientifica Centrale dell’AMEA. Gli esperti di critica letteraria Asad Jahangir e Yashar Aliyev hanno presentato ampie relazioni sul libro.
Le storie “La nostalgia della solitudine”, “L’anima della terra” e “Strada”, pubblicate nel libro, hanno suscitato un grande interesse tra i lettori azerbaigiani. In particolare, il racconto “La nostalgia della solitudine” è stato pubblicato nel 1989 sulla rivista “Stella” e ha guadagnato l’affetto di migliaia di lettori.

## Attività pubblica
Dal 1992 al 1994, negli anni iniziali della nostra indipendenza, ha organizzato la partecipazione dei rappresentanti culturali dell’Azerbaigian a festival internazionali tenuti in Turchia.
Ha lavorato come direttore per gli affari commerciali presso la compagnia “Yeni Film”.
Con il sostegno di Rustam Dastanoghlu, nel giugno 2011 è stato girato un film sull’ashuq Hacı Göyçəli dalla televisione azera, trasmesso nel programma “Yurd yeri”.
Nel 2018, Rustam Dastanoghlu è stato l’ideatore del film documentario a lungometraggio “Ritorno”, basato su una sceneggiatura di Orxan Fikrətoğlu e diretto da Rufat Asadov, che racconta la storia del medico militare Imran Gurbanov, coinvolto nella guerra del Karabakh.
Nel 2021, grazie al patrocinio e all’idea di Rustam Dastanoghlu, è stata pubblicata la traduzione in georgiano del libro “La luce della parola” di Ashig Alasgar. Il libro è stato stampato come contributo alle celebrazioni per il 200° anniversario di Ashiq Alasgar. La presentazione del libro si è tenuta il 6 agosto 2021 presso l’Unione degli Scrittori dell’Azerbaigian.
Nel 2022, ha patrocinato il materiale didattico intitolato “Reumatologia” per gli studenti dell’Università Medica dell’Azerbaigian.
La “Fondazione Dastanoghlu”, fondata da Rustam Dastanoghlu, organizza ogni anno un concorso di narrativa intitolato a Yusif Samadoghlu e premia i vincitori che si classificano tra i primi tre con riconoscimenti offerti dalla fondazione.
È membro dell’Unione degli Scrittori dell’Azerbaigian.

## Onorificenze
Il 5 marzo 2022 è stato insignito della medaglia “Ashig Alasgar – 200” per il suo contributo.
Il 28 gennaio 2025 è stato insignito della medaglia Vagif Samadoghlu.